# Arthur Lentini
Arthur Lentini (Ħamrun, 1923–1986) máltai nemzetközi labdarúgó-játékvezető. Beceneve Arthur Turu Lentini.

## Pályafutása

### Nemzeti játékvezetés
Ellenőreinek, sportvezetőinek javaslatára lett az I. Liga játékvezetője. Az aktív nemzeti játékvezetéstől 1971-ben vonult vissza.

#### Nemzeti kupamérkőzések
Vezetett Kupa-döntők száma: 5.

##### Máltai Kupa
Az MFA JB szakmai munkájának elismeréseként több alkalommal is megbízta a döntő találkozó irányításával.
| Időpont | Helyszín                                | Mérkőzés típusa | Mérkőzés                          | Eredmény |
| ------- | --------------------------------------- | --------------- | --------------------------------- | -------- |
| 1956.   | Ta'Qali Nemzeti Stadion, Sliema         | döntő           | Sliema Wanderers FC–Floriana FC   | 1 : 0    |
| 1962.   | Hibernians Ground Stadion, Paola        | döntő           | Hibernians FC–Valletta FC         | 1 : 0    |
| 1964.   | Hibernians Ground Stadion, Paola        | döntő           | Hibernians FC–Sliema Wanderers FC | 1 : 0    |
| 1966.   | Ix-Xagħra tal-Furjana Stadion, Floriana | döntő           | Floriana FC–Hibernians FC         | 2 : 1    |
| 1967.   | Ix-Xagħra tal-Furjana Stadion, Floriana | döntő           | Floriana FC–Hibernians FC         | 1 : 0    |

### Nemzetközi játékvezetés
A Máltai labdarúgó-szövetség (MFA) Játékvezető Bizottsága (JB) terjesztette fel nemzetközi játékvezetőnek, a Nemzetközi Labdarúgó-szövetség (FIFA) 1961-től tartotta nyilván bírói keretében. Több nemzetek közötti válogatott- és klubmérkőzést vezetett, vagy működő társának partbíróként segített. A máltai nemzetközi játékvezetők rangsorában, a világbajnokság-Európa-bajnokság sorrendjében többedmagával a 10. helyet foglalja el 1 találkozó szolgálatával. Az aktív nemzetközi játékvezetéstől 1971-ben vonult vissza.

#### Európa-bajnokság
Az európai-labdarúgó torna döntőjéhez vezető úton Olaszországba a III., az 1968-as labdarúgó-Európa-bajnokságra  az UEFA JB játékvezetőként foglalkoztatta.

##### Selejtező mérkőzés
| Időpont           | Helyszín                    | Mérkőzés típusa           | Mérkőzés       | Eredmény | Nézők száma |
| ----------------- | --------------------------- | ------------------------- | -------------- | -------- | ----------- |
| 1966. december 3. | GSP Saupin Stadion, Nicosia | előselejtező (6. csoport) | Ciprus–Románia | 1 : 5    | 4 823       |

#### Nemzetközi kupamérkőzések

##### Kupagyőztesek Európa-kupája
| Időpont            | Helyszín                 | Mérkőzés típusa        | Mérkőzés                 | Eredmény |
| ------------------ | ------------------------ | ---------------------- | ------------------------ | -------- |
| 1962. november 28. | Újpest Stadion, Budapest | selejtező (1. forduló) | Újpesti Dózsa–SSC Napoli | 1 : 1    |